# 후쿠다 도모야
후쿠다 도모야(일본어: 福田 友也, 1992년 9월 10일~)는 일본의 축구 선수이다.

## 구단 경력
그는 2016년 J2리그의 FC 마치다 젤비아에 입단했다. 2017년 J3리그의 그루자 모리오카(이와테 그루자 모리오카)로 이적했다. 2019년까지 98경기에 출전하여, 5득점을 넣었다.